# Toury-sur-Jour
Toury-sur-Jour är en kommun i departementet Nièvre i regionen Bourgogne-Franche-Comté i de centrala delarna av Frankrike. Kommunen ligger i kantonen Dornes som tillhör arrondissementet Nevers. År 2022 hade Toury-sur-Jour 124 invånare.

## Befolkningsutveckling
Antalet invånare i kommunen Toury-sur-Jour
| Referens: INSEE |